# Parodia leninghausii
Espèce
Classification phylogénétique
Statut de conservation UICN

 EN A4ac : En danger
Statut CITES
Parodia leninghausii est une espèce subtropicale du genre Parodia, famille des Cactaceae.
Les producteurs de cactées Haage père et fils dédièrent ce cactus à son découvreur Wilhelm Lenninghaus (1845-1918), et non Leninghaus, sous le nom de Pilocereus leninghausii ; Karl Moritz Schumann rapporta ce nom et proposa de le rectifier en Echinocactus leninghausii (Monatsschrift für kakteenkunde, 1895, p. 147). Lenninghaus, fils de commerçant, quitta Ennepetal (Rhénanie-du-Nord-Westphalie) dans les années 1880 et émigra vers Porto Alegre où il se fit, sous le nom de Guillermo Lenninghaus, collecteur de cactées qu'il envoyait à la maison Haage d'Erfurt.
Cette Parodia est originaire de la province du Rio Grande do Sul au sud du Brésil, dans des régions où les nuits d'hiver sont froides, avec même de légères gelées. Les plantes résistent, car, à cette période, le climat est très sec.
P. leninghausii illustre le nomadisme des espèces de cactus, car il a été successivement inclus dans les genres Pilocereus F. Haage 1895, Echinocactus K. Schumann 1895, Malacocarpus Britton & Rose 1922, Notocactus A.Berger 1929, Eriocactus Backeberg 1942, Parodia F.H.Brandt 1982.

## Description
L'espèce est appréciée, car elle présente de longs aiguillons dorés souples. Elle a un aspect sphérique puis colonnaire de faible hauteur (jusqu'à 1 m de hauteur et 12 cm de diamètre) avec environ 30 côtes.
Les spécimens âgés deviennent buissonnants.
Les fleurs de 5 cm de diamètre, de couleur jaune, apparaissent au sommet des plantes, mais seulement sur les sujets d'une vingtaine de centimètres de haut.
Cette Parodia présente parfois des formes cristées. Il existe une variété albispina à aiguillons argentés.

## Mode de culture
Comme la plupart des cactus, demande un sol bien drainé, une exposition ensoleillée, des arrosages copieux en été et nuls en hiver.
En climat tempéré, il est souhaitable de laisser les plantes dehors à la belle saison.
Supporte le gel jusqu'à -−4 °C (à condition d'être gardée au sec), mais il est préférable de ne pas laisser la température descendre en dessous de +2 °C.
Reproduction par division des touffes des grands sujets, boutures (en laissant le cal de la blessure sécher quelques jours) ou semis.

## Synonymes

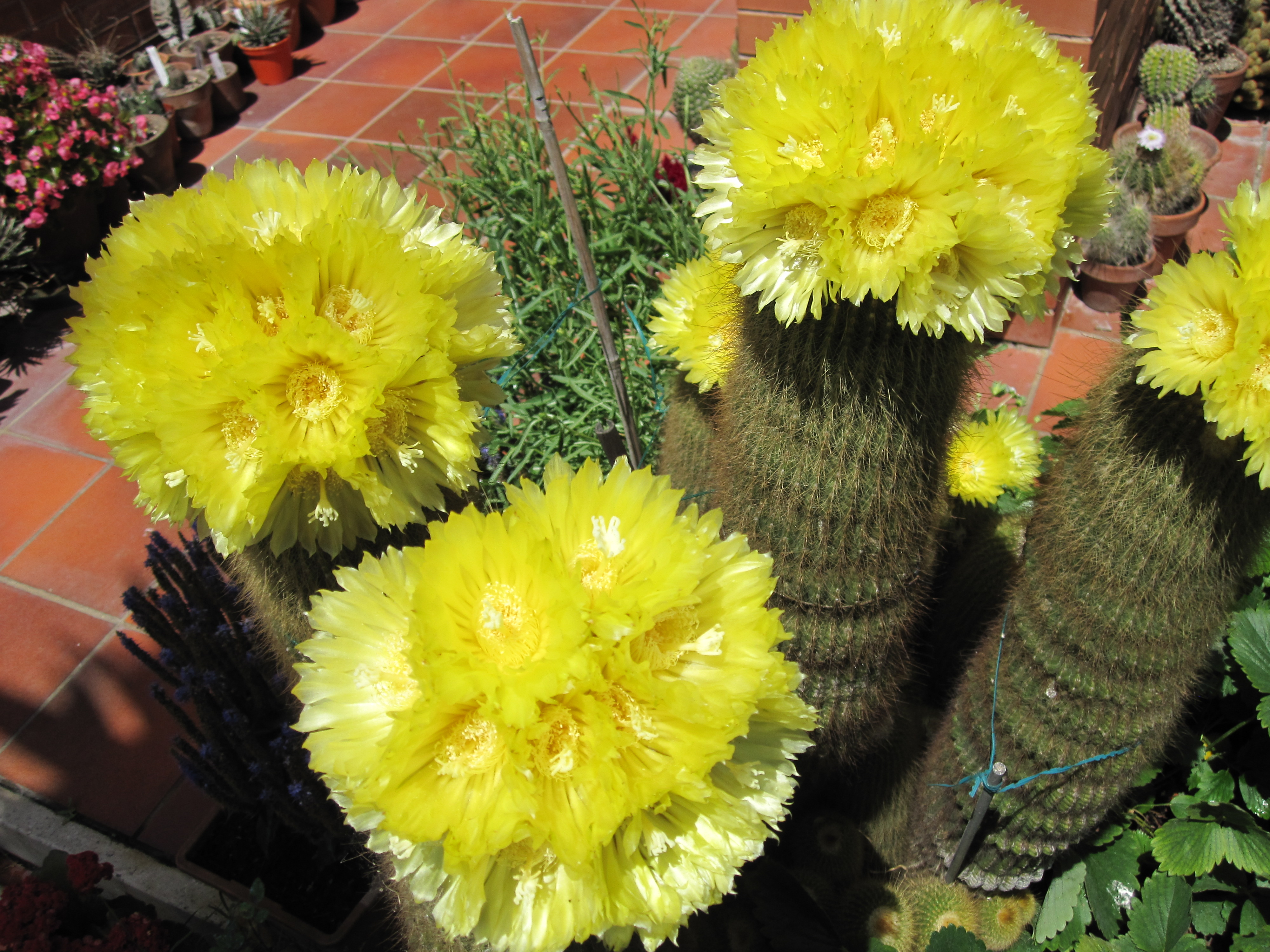
Fleurs

- Notocactus leninghausii
- Echinocactus leninghausii
- Eriocephala leninghausii

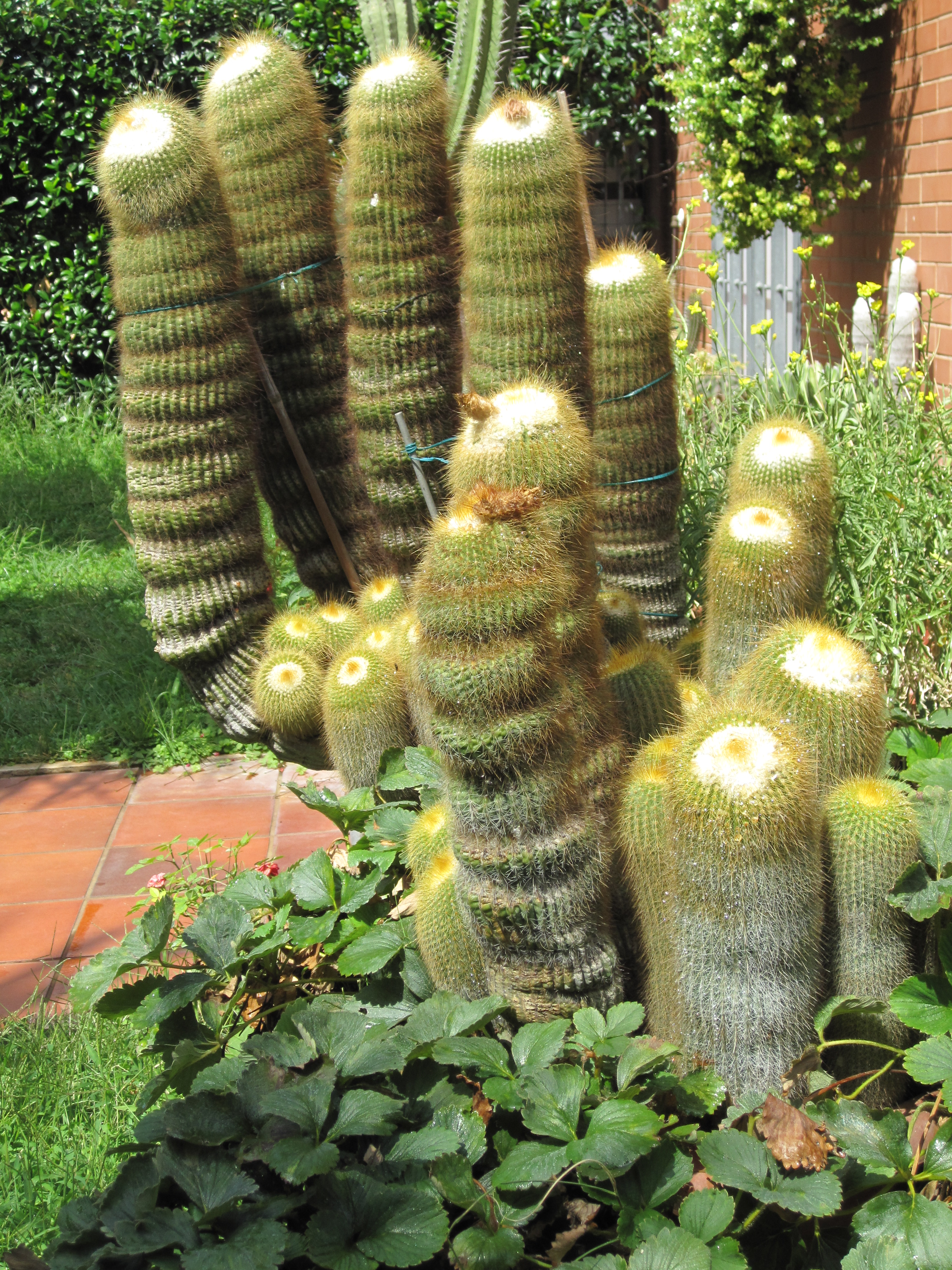
Une parodia leninghausii en pot
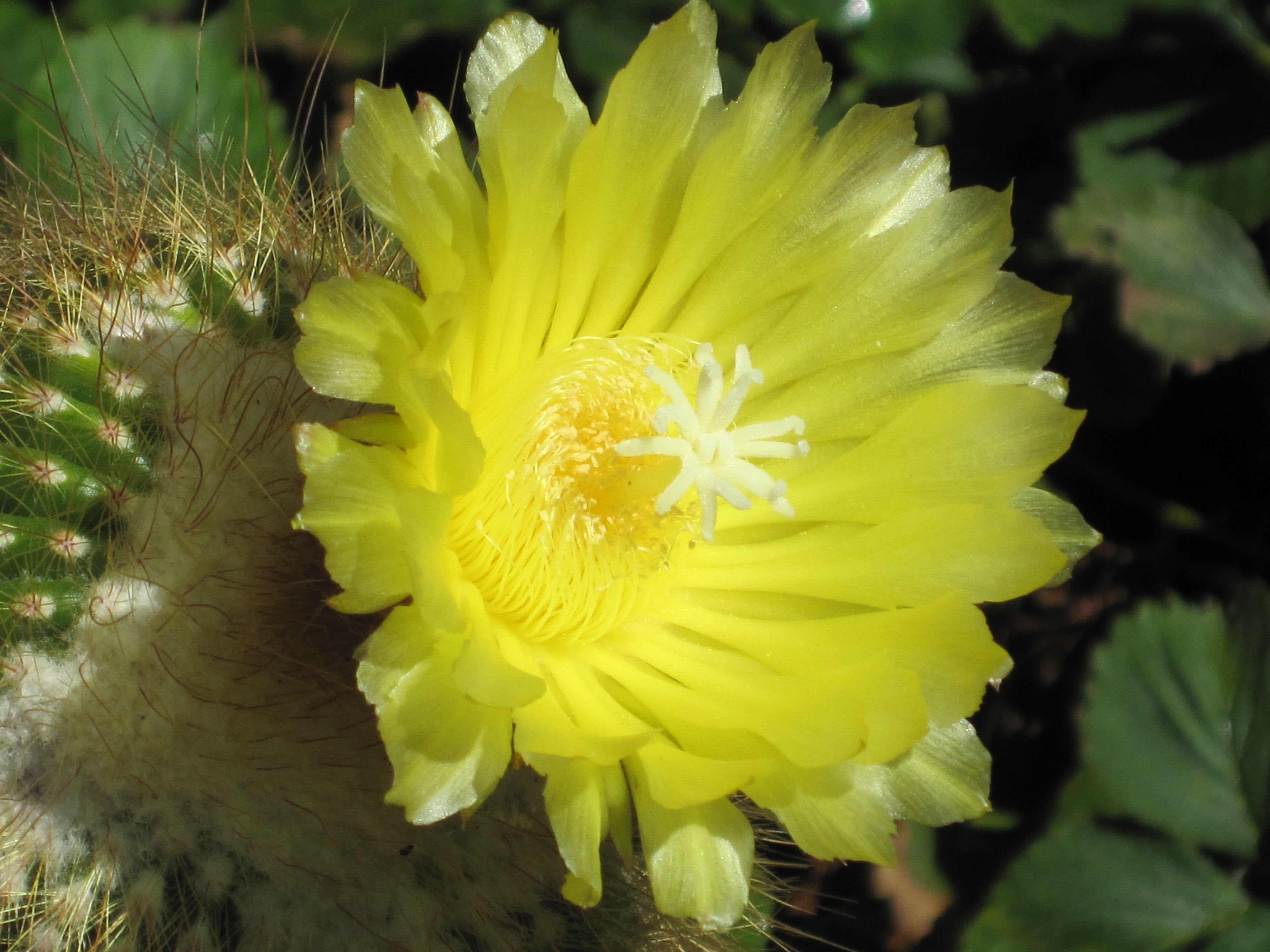
En fleur
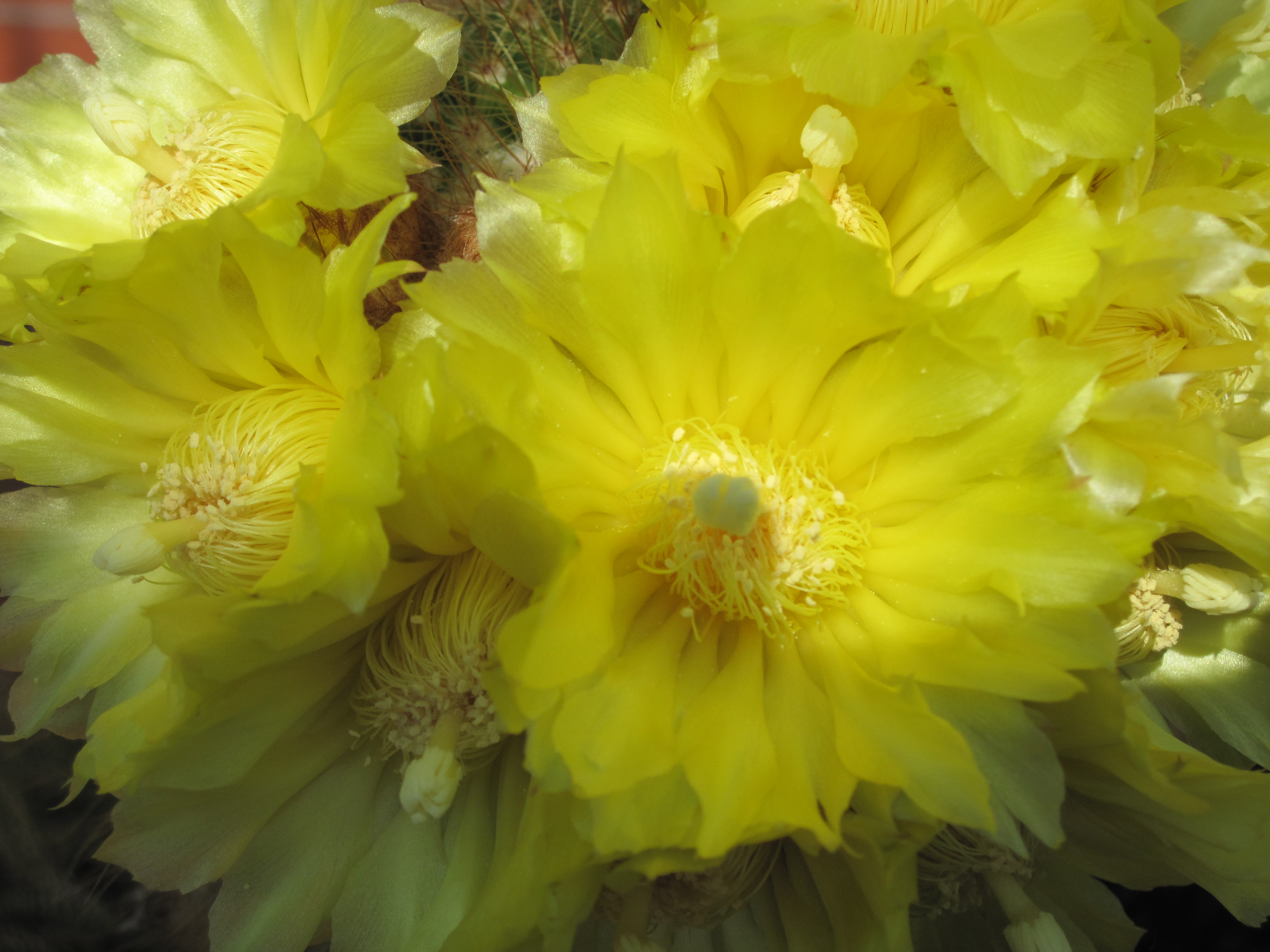
Fleurs
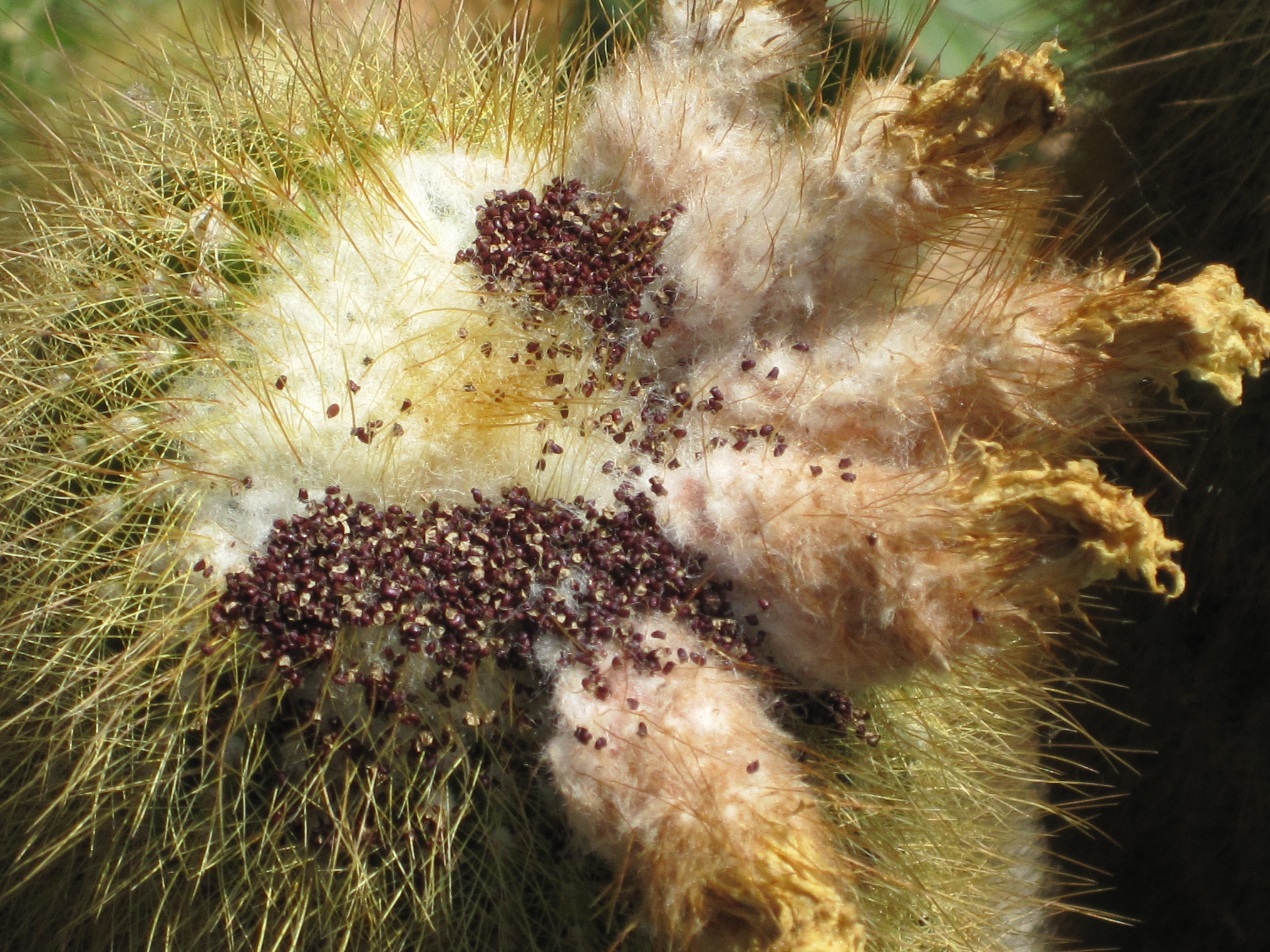
Graines
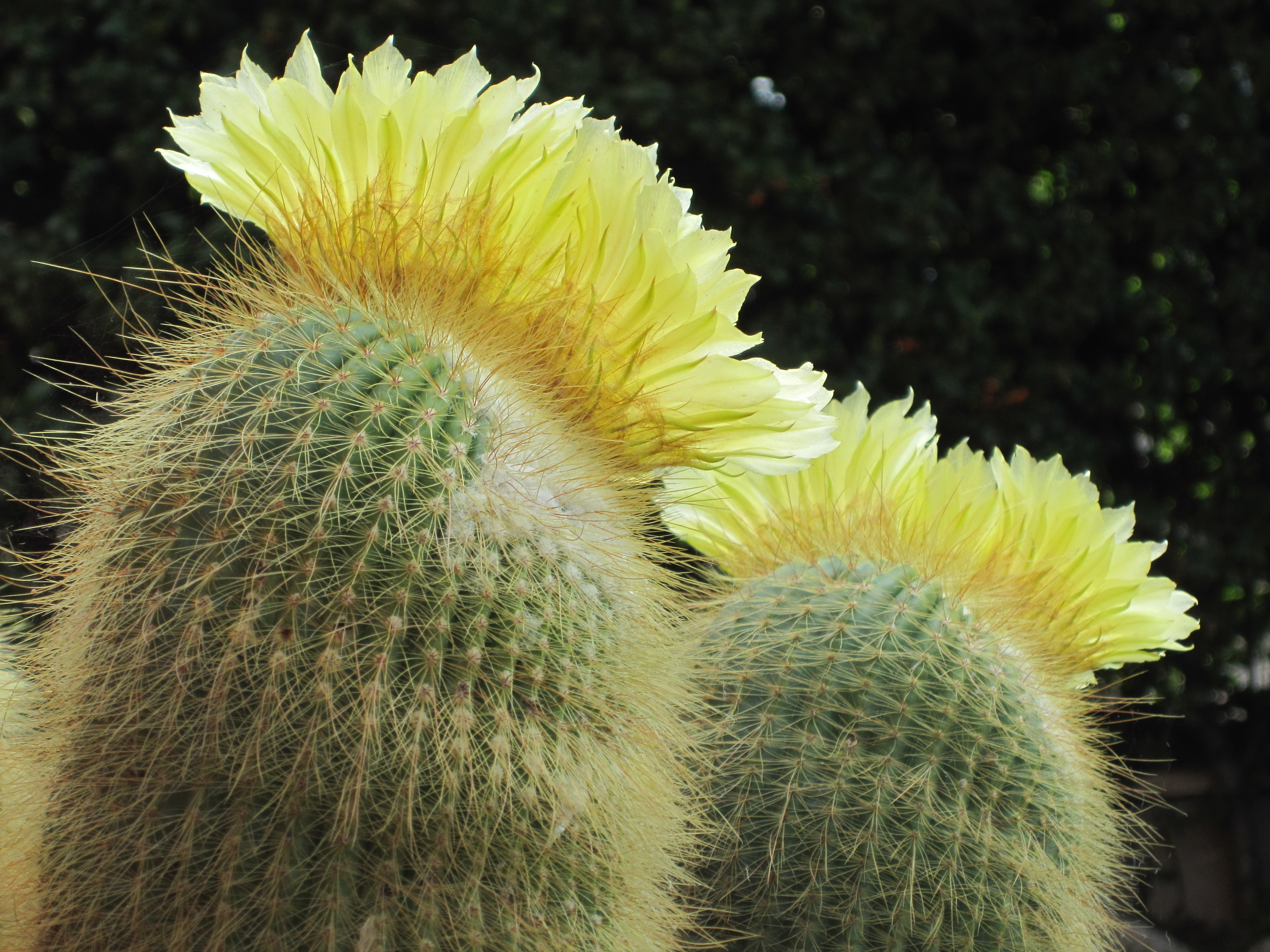
La floraison d'automne de la parodia leninghausii